# ムーアシタリー (小惑星)
ムーアシタリー (2110 Moore-Sitterly) は小惑星帯に位置する小惑星。インディアナ小惑星計画 (Indiana Asteroid Program) によりゲーテ・リンク天文台で発見された。
名前は、アメリカ合衆国の女性天文学者シャーロット・ムーア＝シタリーから命名された。